# Pierścieniak uprawny

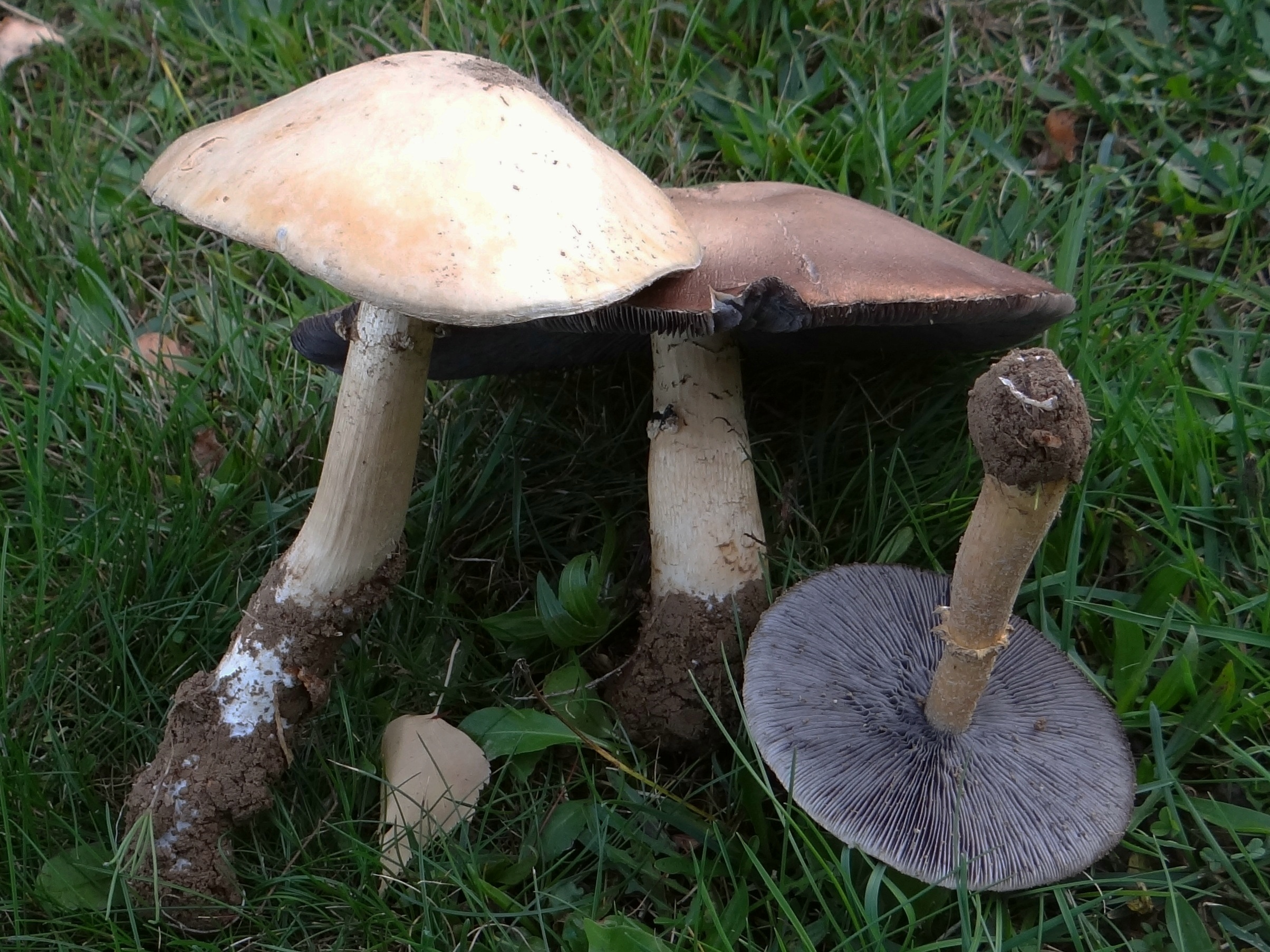

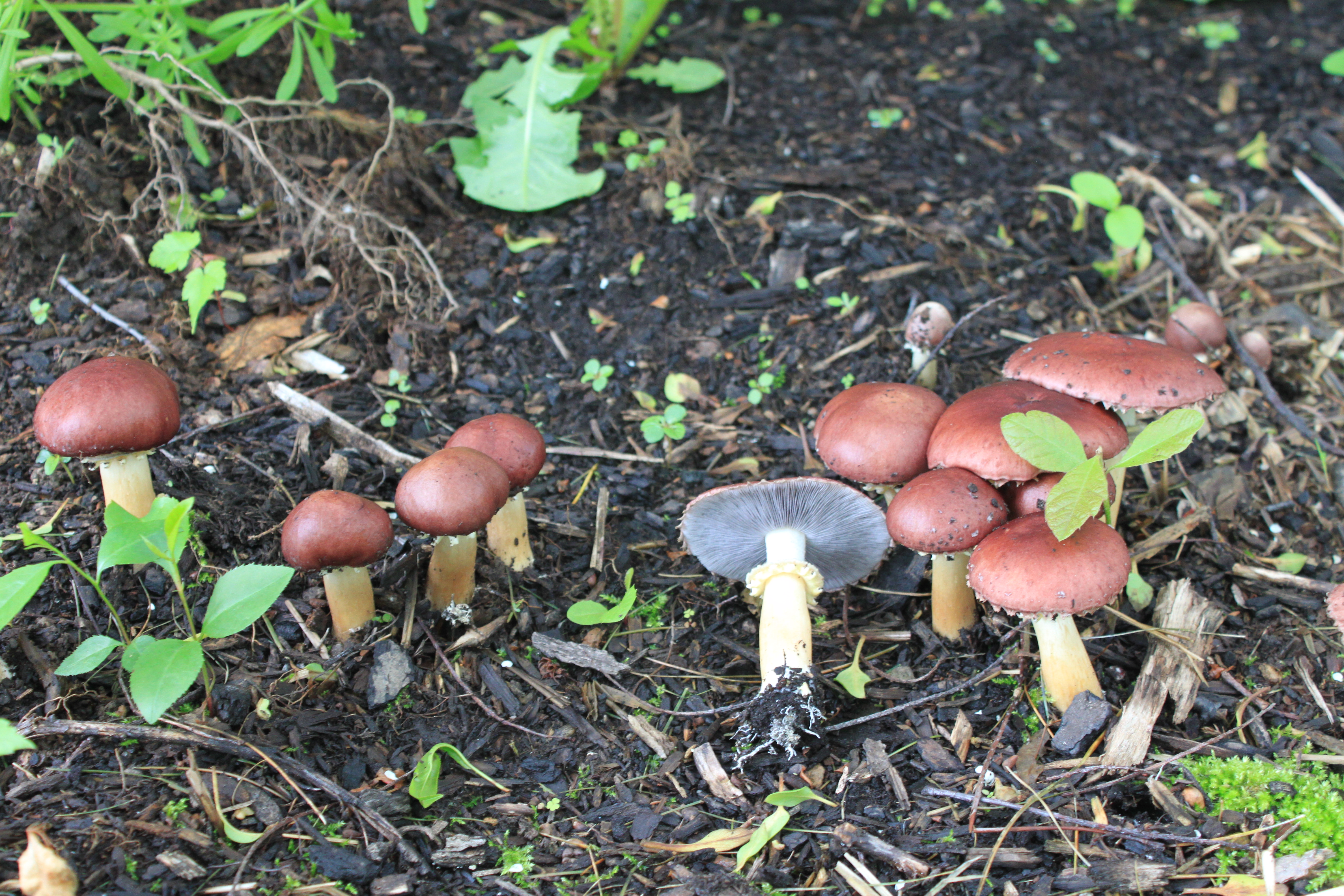

Pierścieniak uprawny (Stropharia rugosoannulata Farl. ex Murrill) – gatunek grzyba z rodziny pierścieniakowatych (Strophariaceae).

## Systematyka i nazewnictwo
Pozycja w klasyfikacji według Index Fungorum: Strophariaceae, Agaricales, Agaricomycetidae, Agaricomycetes, Agaricomycotina, Basidiomycota, Fungi.
Niektóre synonimy naukowe:

- Geophila rugosoannulata (Farl. ex Murrill) Kühner & Romagn. 1953
- Naematoloma ferrei (Bres.) Singer 1951
- Naematoloma rugosoannulatum (Farl. ex Murrill) S. Ito 1959
- Psilocybe rugosoannulata (Farl. ex Murrill) Noordel. 1995
- Stropharia ferrii Bres. 1926

Nazwę polską podali Barbara Gumińska i Władysław Wojewoda w 1983 r. W polskim piśmiennictwie mykologicznym gatunek ten opisywany był także jako łysiczka uprawna i łysiczka trocinowa.

## Morfologia
Kapelusz
Średnicy 6–15, a nawet 20 cm, początkowo stożkowato-wypukły, potem wypukły, na koniec rozpostarty.  Brzeg ostry, długo podwinięty. Powierzchnia gładka, naga, matowa, ciemno winno-brązowa, potem jaśnieje i staje się ochrowobrązowa, na koniec kremowa, czasami jednak od samego początku jest kremowożółta z winno-czerwinymi włókienkami. Jest sucha i śliska, w stanie wilgotnym tylko nieco lepka.
Blaszki
Gęste, początkowo jasnoszare, potem szaroliliowe do fioletowoczarnych, z jaśniejszym ostrzem.
Trzon
Wysokość 7–15 cm, grubość 1,5–3 cm, cylindryczny, czasami z rozszerzoną podstawą, biały, z wiekiem żółknący. Pierścień biały, gruby, czasami jego resztki pozostają na brzegu kapelusza i na trzonie. Powierzchnia pokryta długimi włókienkami, ale bez łusek. U podstawy z ryzomorfami.
Wysyp zarodników
Czarnofioletowy. Zarodniki o rozmiarach 10–14 × 6,5–8 µm.

## Występowanie i siedlisko
Występuje w Ameryce Północnej, Europie, Azji i na Nowej Zelandii. W Polsce jest gatunkiem synantropijnym i ekspansywnie zwiększającym swój zasięg. Prawdopodobnie na naturalnych siedliskach nie jest rzadki. Liczne jego stanowiska podaje internetowy atlas grzybów. Jest w nim zaliczony do grzybów chronionych i zagrożonych.
Na naturalnych siedliskach jest spotykany w parkach, ogródkach działkowych, ogrodach botanicznych, na polach, rzadziej w lesie. Pojawia się w miesiącach maj – wrzesień. Rośnie na ziemi, na przegniłej słomie lub odpadach ogrodowych.

## Znaczenie
Saprotrof. Grzyb jadalny, jednak niedostatecznie podgrzany może powodować zaburzenia trawienne. Wprowadzony do uprawy (w Polsce w 1970 r.). Smakiem przypomina surowe ziemniaki.

## Gatunki podobne
- Stropharia hornemannii, u którego występują na trzonie łuski, a pierścień (o ile pozostał) nie pęka, a cały owocnik jest jaśniejszy. Prawdopodobnie trujący[5].